# Lajes
Lajes este un oraș în Angicos (regiune) în statul Rio Grande do Norte (RN), Brazilia.
Conform datelor furnizate de Institutul Brazilian de Geografie și Statistică, în anul 2000, populația sa era de 9399 de locuitori. Suprafața sa este de 666 km².